# 波德申
波德申（Port Dickson，简称）是马来西亚森美兰州第二大城市，位于森州首府芙蓉外32公里的海岸，为当地旅游度假胜地。波德申是一個馬來人、華人、印度人共處的小鎮；華人大多居住在市區、馬來人住在周邊農村，印度人則住在較偏遠的橡膠或油棕園裡的社區。由於波德申有一座火力發電廠及兩座煉油廠，所以該鎮有大量的外來人口遷入到這幾個大工廠工作。华人以福建裔居多，當地主要通用华语和南马福建话（闽南语）。

## 簡史
波德申舊名亞蘭或亞冷(Arang)，在馬來語為「木炭」之意；這說明了它原本是一個以製造木炭而名的濱海聚落，一直到约10年前此處仍有大片供燒製木炭用的紅樹林。在英國殖民地時代，此間開闢小港，乃以開港英國人Sir John Frederick Dickson之名，命名為Port Dickson。在英殖期間，波德申興建了連往森美蘭州首府芙蓉的鐵路支線，與馬來半島鐵路主幹線連網，這使波德申逐漸發展為一個能源工業市鎮。在1980年代，波德申的市中心仍是一漁港，但在填海計畫實施後，漁業沒落。能源工業在興建本身的專用碼頭後，市區貨港也沒落至僅剩往來蘇門答臘的小量載客。

## 旅館
波德申雖然只是一個小鎮，但由於長達18公里的沙灘海岸渡假資源，共有20間三星級以上旅館，頗有特色。
- Ancasa Resort Apartment （页面存档备份，存于）(☆☆☆)
- Avillion Village Resort(☆☆☆☆☆)
- Bayu Beach Resort(☆☆☆)
- Casa Rachado Resort(☆☆☆)
- Corus Paradise Resort(☆☆☆☆)
- Desa Lagoon Resort(☆☆☆☆)
- Duta Villa Gulf Resort(☆☆☆)
- Duta Hacienda Riviera Resort(☆☆☆)
- Eagle Ranch Resort （页面存档备份，存于）(☆☆☆)
- Glory Beach Resort(☆☆☆)
- Grand Lexis Port Dickon （页面存档备份，存于）(☆☆☆☆☆)
- Guoman Resort(☆☆☆☆☆)
- Ilham Resort(☆☆☆)
- LE Paris Resort(☆☆☆)
- Lexis Hibiscus Port Dickson （页面存档备份，存于）(☆☆☆☆☆)
- Lexis Port Dickson （页面存档备份，存于）(☆☆☆☆)
- Ris Beach Hotel(☆☆☆)
- Selesa Beach Resort(☆☆☆☆)
- Seri Malaysia Hotel(☆☆☆)
- Sunshine Bay Resort(☆☆☆)
- The Regency Tanjung Tuan Beach Resort(☆☆☆)
- Primaland Resort(☆☆☆)

## 產業及新興燕窩業
波德申百年前是燒製木炭聞名的小鎮，也有不少居民從事近海漁業。二次世界大戰後，煉油、發電等能源產業在此間發展，當然地帶動了相關的工程業，使波德申成為一個外來人口眾多的工業、工程業市鎮。大約在2000年，當地廢棄的長江戲院被印尼人租來當"倉庫"──後來發現其實是從事誘燕定居、採燕窩的生意，自此波德申人開始對金絲燕(Aerodramus spp.)有了認識，在馬來西亞21世紀興起的燕屋風潮中，成為中部燕屋重鎮。由於波德申是馬六甲海峽距離蘇門答臘最近之處、只有19海浬，與印尼最頂級燕窩產地廖內群島很近、並且紅樹林生態相似，所以因印尼森林大火逃難至此的金絲燕大量聚居波德申，所以此間燕窩加工技術號雖差，原料品質卻備受行家肯定，被譽為繼越南會安燕、印尼廖內燕以後，難得的燕窩品種。       

## 圖像

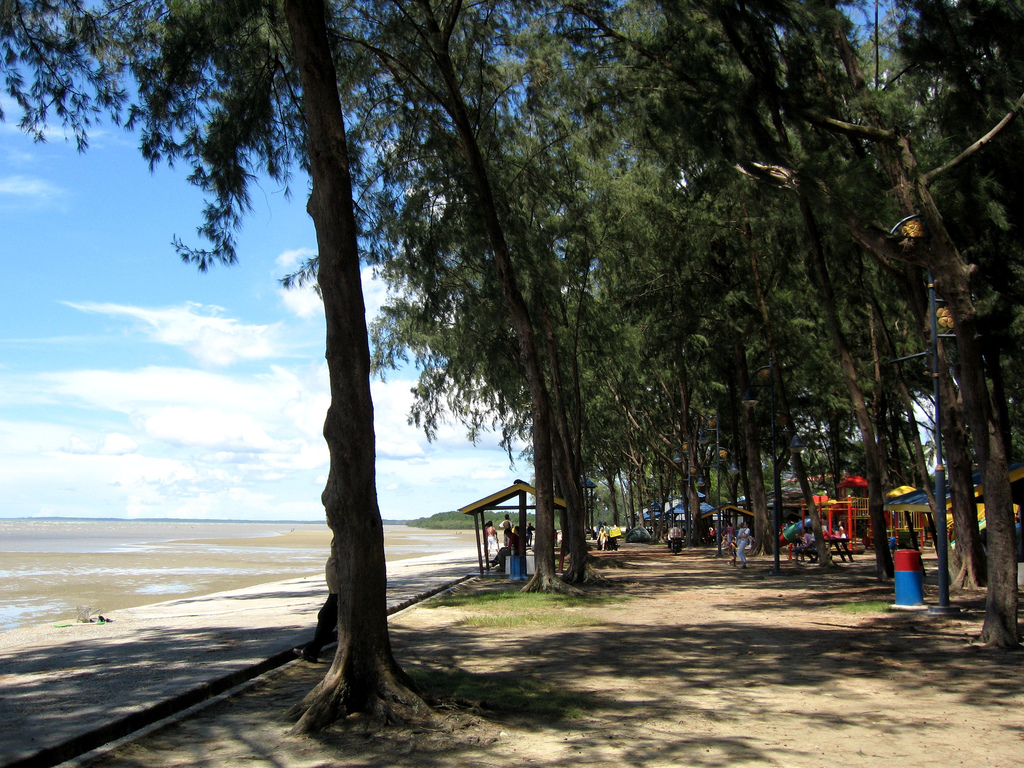
波德申海滩
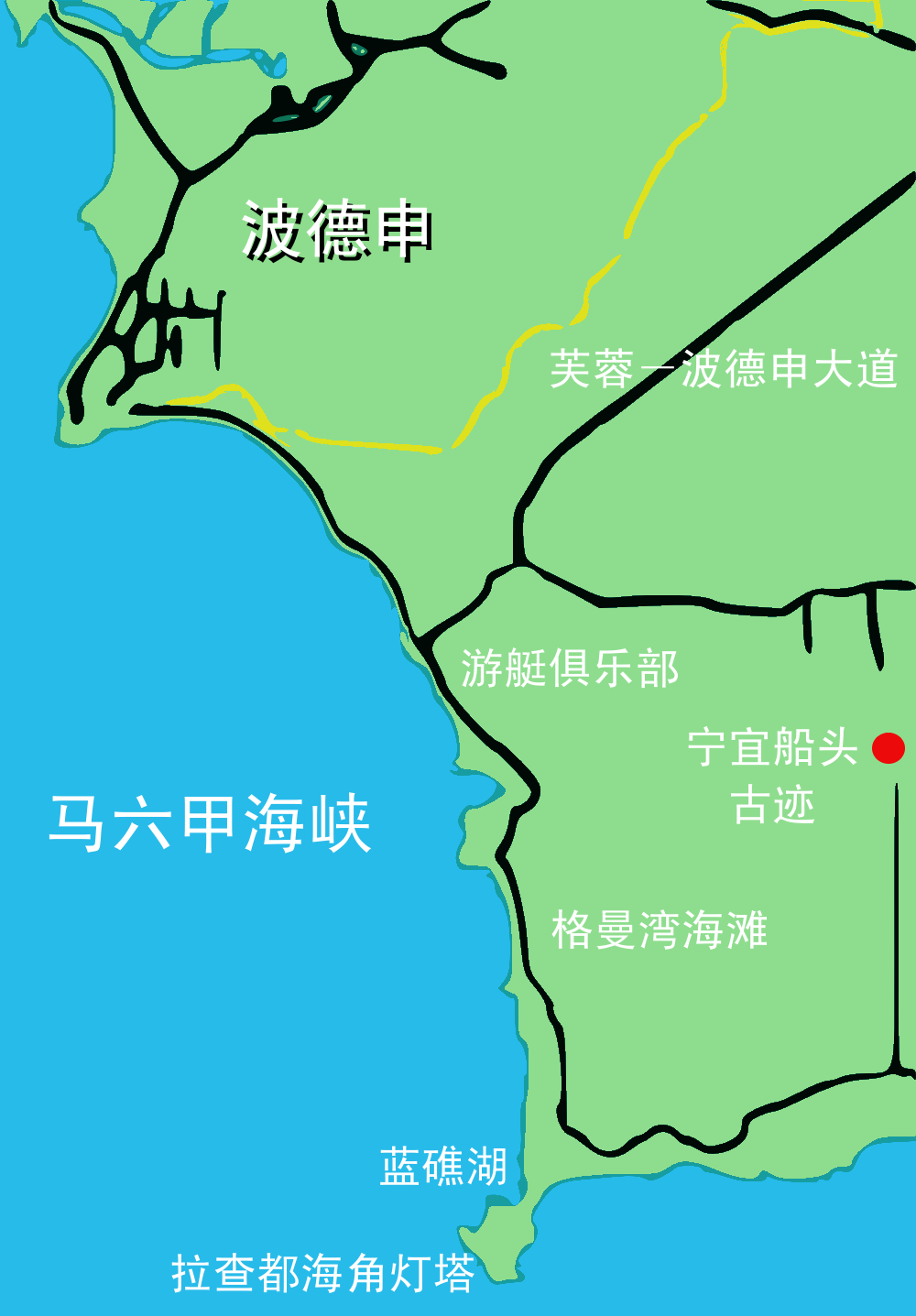
波德申地图
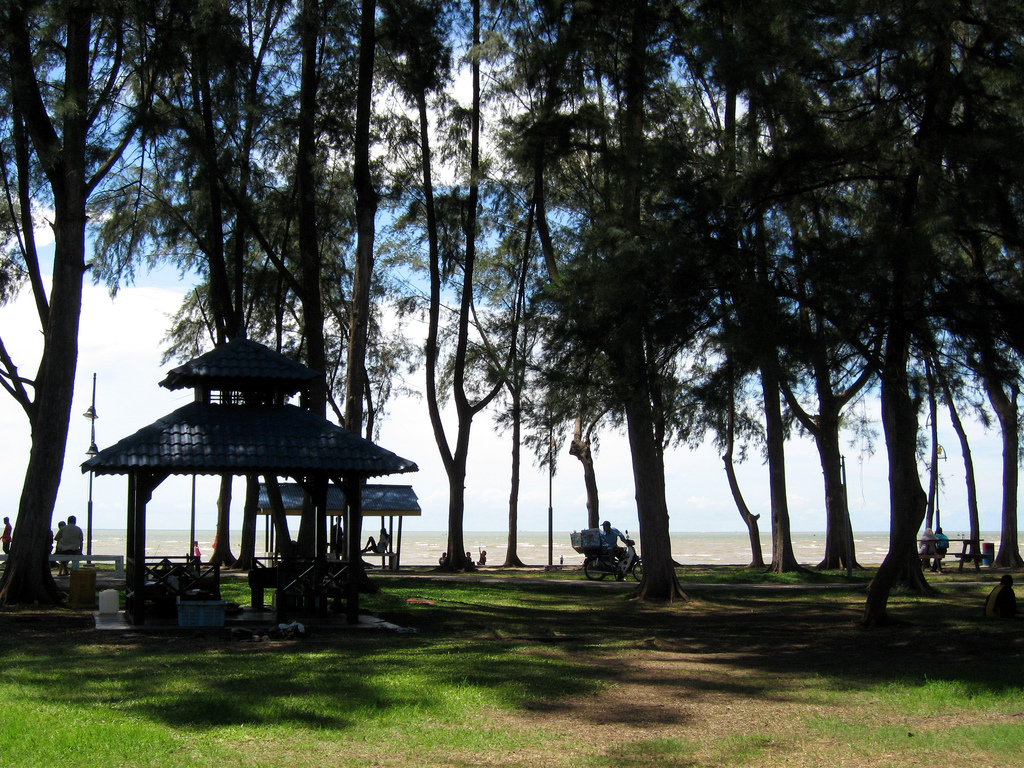
海边涼亭

## 參閲
- 春泉镇－Bandar Springhill

## 外部連結
- 维基导游上有關Port Dickson的旅行指南
- Tourism Malaysia - Port Dickson Beach （页面存档备份，存于）